# 梅济耶尔欧佩什
梅济耶尔欧佩什（法語：Mézières-au-Perche，法語發音：[mezjɛʁ o pɛʁʃ]，意为“在佩什的梅济耶尔”）是法国厄尔-卢瓦省的一个旧市镇，属于沙托丹区。2018年，梅济耶尔欧佩什与市镇当若和比卢合并为新的当若。

## 地理
梅济耶尔欧佩什（48°14'59"N, 1°16'29"E）面积6.11 平方千米，位于法国中央-卢瓦尔河谷大区厄尔-卢瓦省，该省份为法国北部内陆省份，北起顺时针与厄尔省、伊夫林省、埃松省、卢瓦雷省、卢瓦-谢尔省、萨尔特省和奧恩省接壤。
与梅济耶尔欧佩什接壤的市镇（或旧市镇、城区）包括：圣阿维莱盖斯皮埃。
梅济耶尔欧佩什的时区为UTC+01:00、UTC+02:00（夏令时）。

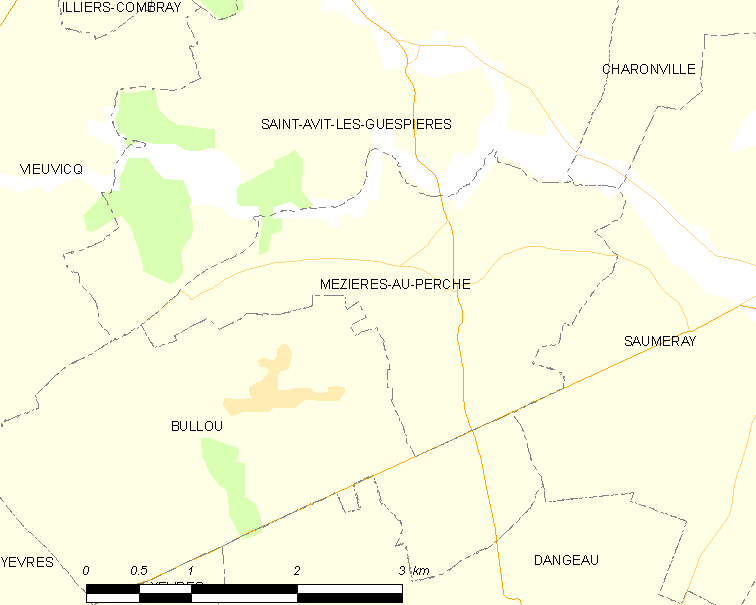
梅济耶尔欧佩什的OSM定位图

## 行政
梅济耶尔欧佩什的邮政编码为28160，INSEE市镇编码为28250。

## 政治
梅济耶尔欧佩什所属的省级选区为沙托丹县。

## 人口

1962-2008年间梅济耶尔欧佩什人口变化图示

梅济耶尔欧佩什于2015时的人口数量为133人。